# Продельфін великолобий
{{#ifeq:0|0|{{#if:|{{#if:Stenellafrontalis|[[]}}|}}}}
Продельфін великолобий (Stenella frontalis) — вид родини дельфінових.

## Поширення
Цей вид зустрічається тільки в Атлантичному океані, від південної Бразилії до США (Нова Англія) на заході, і до узбережжя Африки на сході. Мешкає на континентальному шельфі, як правило, всередині або поруч з 200-метрової ізобати (в межах 250—350 км від узбережжя), але іноді вступає в дуже мілку воду поблизу пляжу сезонно, можливо, в гонитві за мігруючою рибою.

## Опис
Дельфінята забарвлені в однорідний сірий колір. після припинення лактації відбуваються зміни в зовнішньому вигляді. Зрештою спина стає темно-сірою, боки світліші за спину, а черево — білим. Довжина приблизно 89–110 см.

## Поведінка
Раціоном служить широкий спектр риб і кальмарів як з товщі води так і донних, а також донних безхребетних.

## Загрози і захист
Цілеспрямованого вилову нема.